# Qasr Al Hosn
Qasr Al Hosn è un monumento storico della città di Abu Dhabi, negli Emirati Arabi Uniti. Il sito, nato originariamente come forte militare, dopo essere stato adibito nel corso degli anni a diverse altre funzioni, dal 2018 ospita un museo.

## Storia
Il forte è stato edificato nel 1790, con la finalità di difendere la popolazione nonché per controllare i traffici marittimi. Il forte, nel corso degli anni, è stato adibito a residenza reale, sede del potere locale e archivio. Ampliato nel 1945, ha subito una profonda opera di ristrutturazione che l'ha trasformato, nel 2018, in un museo.

## Il museo
All'interno della struttura museale viene raccolta la storia della città, dalla fondazione all'epoca contemporanea. Vengono, inoltre, conservati dei reperti storici recuperati nella regione di Abu Dhabi e databili sino al VI millennio a.C..